# 2014 en Finlande
Chronologie de la Finlande
- 2010
- 2011
- 2012
- 2013
- 2014
- 2015
- 2016
- 2017
- 2018

Cette page concerne les évènements survenus en 2014 en Finlande :

## Événements
- 25 mai : élections européennes de 2014. Ces élections étaient les premières depuis l'entrée en vigueur du Traité de Lisbonne qui a renforcé les pouvoirs du Parlement européen et modifié la répartition des sièges entre les différents États-membres. Néanmoins, les Finlandais ont élu 13 députés européens, autrement-dit, le même nombre qu'en 2009.
- 9 juin : l'envoyé personnel du président russe Vladimir Poutine met en garde la Finlande contre une adhésion à l'OTAN[1].
- 13 juin : le conseil municipal de Pello offre 50 euros à chaque contribuable finnophone qui adopte le suédois afin de garantir le régime bilingue finno-suédois[2].
- 24 juin : un nouveau gouvernement de coalition entre en fonction en Finlande, le Gouvernement Stubb, le premier dirigé par un Finlandais suédophone depuis 1959[3].

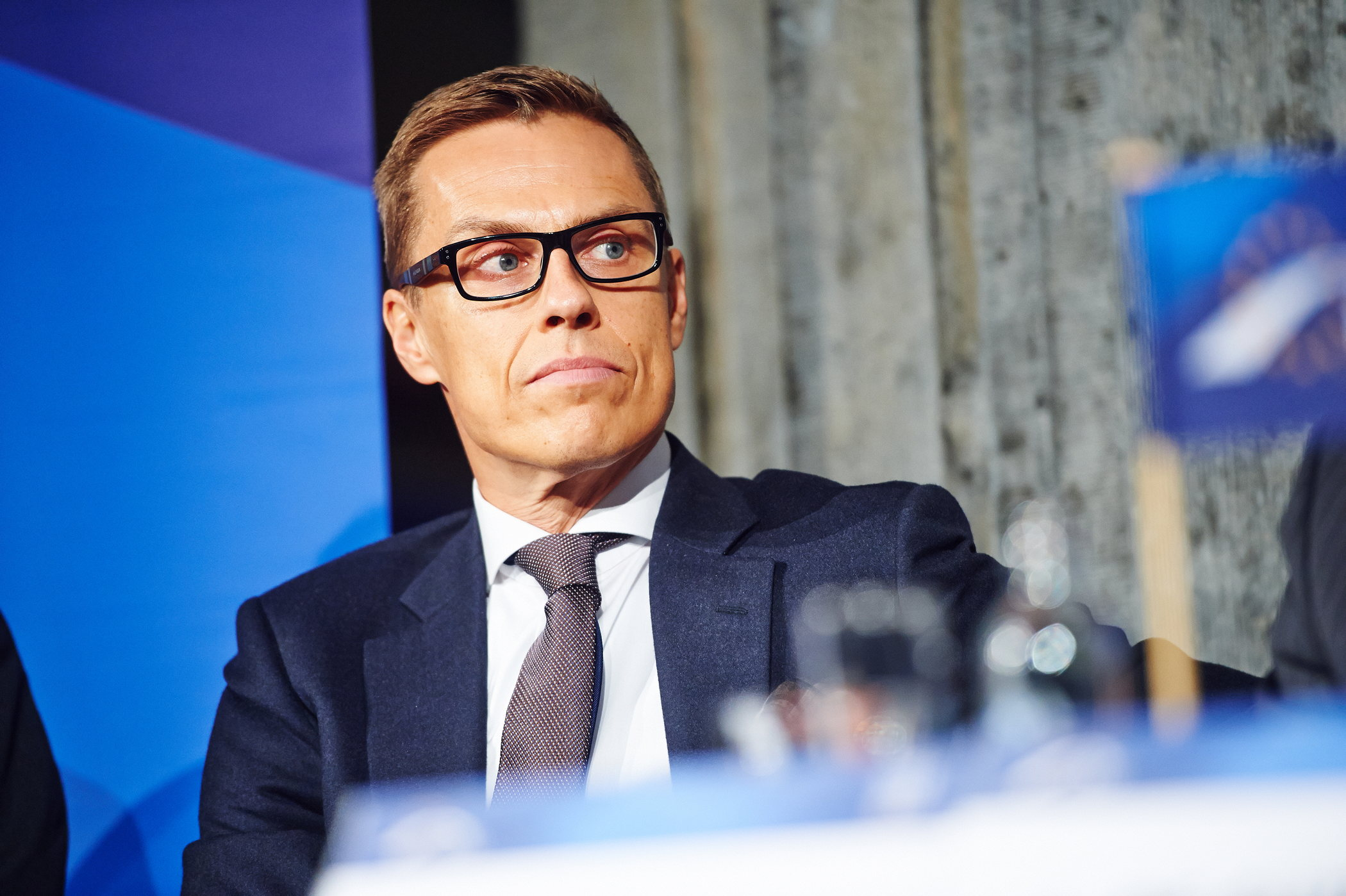
Alexander Stubb.

- 24 juillet : à Herat, Afghanistan, deux Finlandaises travaillant pour une organisation humanitaire étrangère sont tuées par balle[4].
- 25 juillet : les autorités vietnamiennes confirment qu'une cargaison de pièces détachées de missiles air-air vietnamiens destinée à l'Ukraine a été saisie par la Finlande le 24 juin, après avoir soulevé des inquiétudes quant à la violation de la réglementation sur les exportations d'armes par cette cargaison de matériel militaire[5].
- 28 novembre : le Parlement finlandais vote en faveur du mariage homosexuel. C'est la première fois qu'une initiative citoyenne reçoit l'aval des législateurs pour être inscrite dans la loi[6].

## Sport
- Championnat d'Europe féminin de volley-ball des moins de 19 ans 2014
- Championnat de Finlande de football 2014
- Championnat de Finlande de hockey sur glace 2013-2014
- Championnats d'Europe de karaté 2014
- Championnats d'Europe de lutte 2014
- Coupe nordique de futsal 2014
- Finlande aux Jeux olympiques d'hiver de 2014
- Championnat du monde moins de 18 ans de hockey sur glace 2014
- Finlande aux Jeux paralympiques d'hiver de 2014
- Rallye de Finlande 2014

## Culture

### Sortie de film
- Big Game
- He ovat paenneet
- Ia nie vernus
- Kesäkaverit
- Mielensäpahoittaja (film)
- Les Moomins sur la Riviera
- Päin seinää